# Gemerská Poloma
Gemerská Poloma (hongrois : Veszverés) est un village de Slovaquie situé dans la région de Košice.

## Histoire
Première mention écrite du village en 1282.

## Démographie

### Évolution de la population
| Année:               | 1994. | 2004.   | 2014.   | 2024.   |
| -------------------- | ----- | ------- | ------- | ------- |
| Nombre de personnes: | 1963  | 2023    | 2044    | 1885    |
| Différence:          |       | +3,05 % | +1,03 % | -7,77 % |

| Année:               | 2023. | 2024.   |
| -------------------- | ----- | ------- |
| Nombre de personnes: | 1894  | 1885    |
| Différence:          |       | -0,47 % |